# José Francisco Molina
José Francisco Molina Jiménez (Valencia, España, 8 de agosto de 1970) es un exfutbolista y entrenador español. Como jugador, su demarcación era la de portero.

## Trayectoria

### Jugador
En su etapa en la cantera del Valencia CF, fue cedido en la temporada 90-91 a la Unión Deportiva Alzira, que jugaba en 2.ª B. Volvió a la entidad valencianista para jugar en su filial, el Valencia Mestalla dos temporadas. En la 1993-94 jugó cedido en el Villarreal Club de Fútbol en 2.ª división A. En 1994 fue traspasado al Albacete Balompié, con el que debutó en Primera División. Tras una irregular temporada fue fichado por el Club Atlético de Madrid, con el que ganó la Liga, la Copa del Rey y el Trofeo Zamora en su primera temporada. En el Atlético permaneció cinco campañas hasta que el club descendió a Segunda División, en el año 2000, momento en que fue transferido al Real Club Deportivo de la Coruña, con el que se proclamó campeón de la Copa del Rey y de dos Supercopas de España.
El 15 de octubre de 2002 anunció que padecía un cáncer de testículo, lo cual le obligó a retirarse indefinidamente del deporte. Tras pasar por varias sesiones de quimioterapia consiguió superar la enfermedad, anunciando su recuperación en enero de 2003.
En 2006, fichó por el Levante U. D.. Al comienzo de la temporada 2006-07 estuvo en el banquillo del equipo levantino, pero solo durante cuatro partidos, tras los cuales se ganó la titularidad indiscutible hasta el final de la temporada. En verano de 2007 colgó las botas. Su último partido en Primera División lo disputó contra el Athletic Club, donde tuvo una buena actuación a pesar de la derrota del Levante por dos goles a cero.

### Entrenador
Debutó como técnico al frente del Villarreal Club de Fútbol "C" en 2009. En mayo de 2011 pasó a dirigir el filial amarillo, el Villarreal Club de Fútbol "B", logrando la permanencia en Segunda División. A finales de año fue promocionado al puesto de entrenador del Villarreal C. F. de la Primera División de España; cargo que ocupó durante tres meses, desde el 23 de diciembre de 2011 hasta el 19 de marzo de 2012, día en el que fue destituido tras perder 1-0 contra el Levante U. D. y dejar al equipo al borde del descenso.
En junio del 2013 fichó por el Getafe «B».
Posteriormente, firmó por el Kitchee de Hong Kong, con el que logró el triplete (Campeonato de Liga, FA Cup y Copa de la Liga).
En la temporada 2016 se proclamó campeón de la Superliga de India con el Atlético de Kolkata.
El español José Francisco Molina fue elegido para estar al frente de la dirección técnica del Club Atlético de San Luis de cara al torneo de Clausura 2018 de la Liga de Ascenso MX.

### Director Deportivo
El 9 de julio de 2018, fue nombrado director deportivo de la Selección de Fútbol de España en sustitución de Fernando Hierro.
El 8 de diciembre de 2022, la RFEF emitió un comunicado anunciando su marcha a principios del 2023, siendo sustituido por Albert Luque.

## Selección nacional
Fue internacional con la selección de fútbol de España en 9 ocasiones. Su debut se produjo el 24 de abril de 1996 en el partido amistoso Noruega 0:0 España. Curiosamente no debutó como portero. Faltando quince minutos, el seleccionador ya había realizado cuatro de las seis sustituciones permitidas cuando el defensa Juanma López se lesionó. Sin más jugadores de campo en el banquillo, Molina tuvo que salir a sustituirlo. Ocupando la posición de interior zurdo, disparó una vez a puerta y el balón salió fuera a escasos centímetros de la portería.

### Participaciones en Copas del Mundo
Participó con la selección española, tanto en la Eurocopa 1996 de Inglaterra, como en la Copa Mundial de Fútbol de 1998, celebrada en Francia, aunque no llegó a jugar ningún minuto. También disputó la Eurocopa 2000 en la que, tras una desafortunada actuación en el partido inaugural contra Noruega, no volvió a vestir la camiseta de la selección.

## Clubes

### Como jugador
| Club                      | País   | Temporadas |
| ------------------------- | ------ | ---------- |
| Valencia CF (cantera)     | España | ...-1990   |
| Unión Deportiva Alzira    | España | 1990-1991  |
| Valencia Club de Fútbol   | España | 1991-1993  |
| Villarreal Club de Fútbol | España | 1993-1994  |
| Albacete Balompié         | España | 1994-1995  |
| Club Atlético de Madrid   | España | 1995-2000  |
| RC Deportivo de La Coruña | España | 2000-2006  |
| Levante Unión Deportiva   | España | 2006-2007  |

### Como entrenador
| Club                          | Categoría                 | País      | Temporadas |
| ----------------------------- | ------------------------- | --------- | ---------- |
| Villarreal Club de Fútbol "C" | Tercera División          | España    | 2009-2011  |
| Villarreal Club de Fútbol "B" | Segunda División          | España    | 2011       |
| Villarreal Club de Fútbol     | Primera División          | España    | 2011-2012  |
| Getafe Club de Fútbol "B"     | Segunda División B        | España    | 2013-2014  |
| Kitchee SC                    | Liga Premier de Hong Kong | Hong Kong | 2014-2015  |
| Atlético de Kolkata           | Superliga de India        | India     | 2016-2017  |
| Atlético de San Luis          | Liga de Ascenso MX        | México    | 2018       |

### Como director deportivo
| Club                | País   | Temporadas |
| ------------------- | ------ | ---------- |
| Selección de España | España | 2018-2023  |

## Palmarés

### Campeonatos nacionales
- 1 Liga (Club Atlético de Madrid, 1995-96)
- 2 Copas del Rey (Club Atlético de Madrid, 1995-96; RC Deportivo de La Coruña, 2001-02)
- 2 Supercopas de España (R. C. Deportivo de La Coruña, 2000 y 2002)

### Distinciones individuales
- 1 Trofeo Zamora (Club Atlético de Madrid, 1995-96)